# Aguascalientes (staat)
Aguascalientes is een staat in het midden van Mexico, tussen Jalisco en Zacatecas. De hoofdstad heet eveneens Aguascalientes. De staat heeft een oppervlakte van 5.615,7 km² en 1.425.607 inwoners (2020).

## Geografie
Aguascalientes bevindt zich zo'n 600 kilometer van Mexico-Stad en is een van de kleinste staten van Mexico. In het midden van de staat bevindt zich een dal met de hoofdstad Aguascalientes. Het hoogste punt van de staat is de Sierra Fría (3050 m). De staat heeft, zeker vergeleken bij de rest van Mexico, een gematigd klimaat. Er bevinden zich heetwaterbronnen, waarvan de naam van de staat is afgeleid (aguas calientes=warme wateren).

## Bevolking
Aguascalientes is de staat met het kleinste aandeel Indiaanse bevolking (0,2%) en tevens een van de welvarendste staten. De bevolking concentreert zich rond de hoofdstad (948.990, agglomeratie 1.140.916 in 2020). Belangrijke inkomstenbronnen zijn industrie, mijnbouw (zilver), wijnbouw en toerisme. Inwoners van Aguascalientes worden Hidrocálidos genoemd.

## Geschiedenis
De staat ontstond in 1835 toen het zich afscheidde van de staat Zacatecas, volgens de legende nadat de vrouw van de burgemeester van de hoofdstad de dictator Antonio López de Santa Anna een kus op de wang had gegeven. De werkelijke aanleiding was de onafhankelijkheidsverklaring van Zacatecas. Santa Anna bracht deze staat met geweld weer in het gareel. Hij scheidde om het te straffen Aguascalientes ervan af en liet bovendien de hoofdstad Zacatecas plunderen. Tot Aguascalientes in 1839 als staat werd erkend was het een territorium.
In 1914, tijdens de Mexicaanse Revolutie, vond de Conventie van Aguascalientes plaats, waarbij het revolutionaire leiderschap beraadslaagde over de toekomst van Mexico. Tien jaar later was de staat het toneel van gevechten tijdens de cristero-opstand.
Van 2010 tot 2016 was Carlos Lozano gouverneur van Aguascalientes namens de Institutioneel Revolutionaire Partij (PRI). In 2016 won de Nationale Actiepartij het gouverneurschap voor een termijn van zes jaar in de persoon van Martín Orozco Sandoval. In 2022 behield deze partij het gouverneurschap in de persoon van María Teresa Jiménez Esquivel.

## Cultuur
Aguascalientes is traditioneel een van de meest katholieke staten van Mexico; meer dan 95% van de bevolking is katholiek. Elk jaar wordt in Aguascalientes de Feria Nacional de San Marcos gehouden.

## Gemeenten
Aguascalientes bestaat uit elf gemeenten, zie Lijst van gemeenten van Aguascalientes.